# Romina Pourmokhtari
Romina Pourmokhtari (uttal [rɔˈmiːna pʊrmɔxˈtɑːrɪ]), född 12 november 1995 i Sundbyberg, är en svensk politiker för Liberalerna. Sedan 18 oktober 2022 är hon klimat- och miljöminister i regeringen Kristersson.
Pourmokhtari  var ordförande för Liberala ungdomsförbundet 2019‒2022 samt adjungerad i Liberalernas partistyrelse. Hon är riksdagsledamot sedan 2022, invald för Stockholms kommuns valkrets.
Hon har flera gånger funnits med på tidningen Expressens lista över Sveriges 30 mäktigaste politiker under 30 år, med en förstaplats både 2022 och 2024. 2025 platsade hon även på Forbes lista med samma koncept, på kategorin "Social impact". Hon är främst engagerad i politiska frågor som berör klimat, miljö, utbildning, integration, feminism och motverkandet av hedersförtryck.  

## Biografi
Romina Pourmokhtari är uppvuxen i Stockholmsförorten Hallonbergen. Hon har studerat några kurser statsvetenskap vid Uppsala universitet.

### Liberala ungdomsförbundet
Pourmokhtari blev förste vice ordförande för Liberala ungdomsförbundet (LUF) 2018 och valdes 17 augusti 2019 till förbundets ordförande, efter att på kongressen ha vunnit en votering mot motkandidaten Simona Mohamsson med röstsiffrorna 52–40.
Under sin tid som ordförande argumenterade hon bland annat för att värnplikten borde ersättas med ett rent yrkesförsvar samt att moderpartiet Liberalerna bör hålla fast vid sin liberala migrationspolitik. Romina Pourmokhtari har även engagerat sig i frågor kring hedersförtryck och feminism. I ett debattinlägg i SVT Opinion den 6 november 2018 föreslog hon att Sverige bör inrätta en särskild enhet mot barn- och tvångsäktenskap, liknande Storbritanniens "Forced Marriage Unit". Enheten skulle ha som uppdrag att stödja hedersoffer och motverka tvångsäktenskap, bland annat genom samarbete med Utrikesdepartementet och svenska ambassader utomlands.
Liberala ungdomsförbundet (LUF) anordnade även under hennes ordförandetid 2019 en manifestation på temat hedersförtryck genom att ställa ut 44 tomma stolar på Mynttorget utanför riksdagen för att representera de barn som under sommaren förs ut ur landet för att bli bortgifta eller skickade på uppfostringsresor.
Tillsammans med Moderata ungdomsförbundets dåvarande ordförande Benjamin Dousa startade hon 2020 podden Blå linjen, som anspelade på att de båda var från stationer på blå linje 11 mot Akalla i Stockholms tunnelbana.
Den 14 september 2022 meddelade Pourmokhtari att hon skulle avgå som förbundsordförande för LUF i samband med kongressen i november.

### Riksdag och regering
I riksdagsvalet i Sverige 2022 var Pourmokhtari riksdagskandidat för Liberalerna i valkretsarna Stockholms län och Stockholms kommun. Hon stod på plats 6 på båda listorna och blev invald. I valet erhöll hon 1 762 personröster. Den 18 oktober 2022 presenterades hon som klimat- och miljöminister i den tillträdande regeringen. Hon blev då, med sina 26 år, den yngsta ministern någonsin i Sverige.
Efter att Johan Pehrson den 28 april 2025 meddelade sin avgång som partiledare för Liberalerna uppgavs Romina Pourmokhtari, tillsammans med skolminister Lotta Edholm, vara favoriter att efterträda honom enligt Expressens källor.

### Havs‑ och vattenpolitik
Den 4 juni 2024 presenterade statsminister Ulf Kristersson, Pourmokhtari och landsbygdsminister Peter Kullgren Sveriges havsproposition  (Ett levande hav – ökat skydd, minskad övergödning och ett hållbart fiske (2023/24:156) med syftet att återskapa livskraftiga bestånd, minska övergödningen och stärka den biologiska mångfalden i Östersjön och Västerhavet.
I propositionen föreslås tre centrala styrmedel för att återställa Östersjöns och Västerhavets ekosystem. För det första ska pelagiskt trålfiske permanent förbjudas inom tolv nautiska mil längs hela Östersjökusten, inklusive Gotland och Öland, samtidigt som de nuvarande “inflyttningsområdena” innanför trålgränsen tas bort eller minskas. För det andra läggs ett generellt förbud mot bottentrålning i alla marina skyddade områden innanför trålgränsen vilket kompletteras av en separat proposition, 2024/25:81, som föreslås träda i kraft från 1 juni 2025. För det tredje sätter propositionen målet att utvidga Sveriges marina områdesskydd till minst 30 procent av havsytan, varav 10 procent strikt skyddat, i linje med Kunming–Montreal‑ramverket, och den introducerar samordnade åtgärdsprogram mot övergödning samt en ekosystembaserad förvaltning som möjliggör större jakt på säl och skarv när kustbestånden av fisk är svaga .
Pourmokhtari valde att uppmärksamma havspropositionen genom att symboliskt hoppa i havet med kläderna på.

### Hållbar konsumtion och handel
I december 2024 förklarade Pourmokhtari i SVT:s Aktuellt att Liberalerna kommer införa förslag för mer hållbar handel av textilier och kläder. Dels genom ett nationellt förbud mot PFAS i kläder och textilier, sänkt moms på second hand-varor, lagstadgad utsläppsredovisning på alla klädesplagg samt att införa ett nationellt importförbud för lågprisplattformarna Shein och Temu. Förslaget har ännu inte formaliserats som lagrådsremiss men har lett till beredning om skärpta kemikalie‑ och produktsäkerhetsregler inom Klimat- och näringslivsdepartementet.

### Kemikaliepolitik och PFAS
Sverige stod tillsammans med fyra andra EU‑länder bakom det omfattande EU‑förslaget om totalbegränsning av högfluorerade PFAS‑ämnen som lades fram 2023. Pourmokhtari har fortsatt driva linjen i Europeiska unionens råd.
Den 2 september 2024 invigde hon en nordisk konferens i Stockholm om substitution av PFAS i textilier och konsumentprodukter, där hon presenterade regeringens plan för ett svenskt PFAS‑förbud i kläder före 2027.

### Internationella klimat- och miljöförhandlingar
| År (månad)          | Forum / Förhandling             | Plats           | Huvudbudskap och insatser från Romina Pourmokhtari |
| ------------------- | ------------------------------- | --------------- | --- |
| 2022 (november)     | COP 27 (klimat)                 | Sharm el‑Sheikh | I sitt första internationella framträdande lade hon tonvikten på ”brådskande handling” och uppmanade alla länder att prissätta koldioxid samt fasa ut fossila subventioner, samtidigt som hon lyfte Sveriges mål om klimatneutralitet 2045 och därefter negativa utsläpp. Hon försvarade civilsamhällets roll i förhandlingarna och efterlyste starkare EU‑ledarskap i klimatfinansieringen                                                                   |
| 2023 (Januari–Juni) | Miljörådet i EU:s ministerråd   | Bryssel         | Under det svenska ordförandeskapet i Europeiska unionens råd ledde Pourmokhtari mötet där medlemsstaterna enades om rådets ”general approach” till naturrestaureringslagen . Hon framhöll att snabba klimatåtgärder måste gå hand i hand med naturrestaurering, men fick kritik från vissa miljöorganisationer för kompromisser som ansågs urvattna förslaget .                                                                                               |
| 2023 (Maj)          | Plastavtal INC‑2                | Paris           | Sverige anslöt sig under hennes ledning till High Ambition Coalition to End Plastic Pollution och undertecknade ministeruttalandet som kräver ett bindande avtal som reglerar hela plastens livscykel och stoppar föroreningar senast 2040 . |
| 2023 (December)     | COP 28 (klimat)                 | Dubai           | Efter det ”historiska” COP28‑slutdokumentet om att världen ska lämna fossila bränslen kommenterade Pourmokhtari att avtalet markerar början på slutet för fossileran, även om Sverige hade velat se skarpare formuleringar. Hon offentliggjorde ökade svenska bidrag till Adaptation Fund och Loss‑and‑Damage‑fonden samt stöd till UN Early Warnings for All, med motiveringen att klimatfinansiering är centralt för legitima globala utsläppsminskningar . |
| 2024 (Februari)     | UNEA‑6 (miljö)                  | Nairobi         | I sitt plenumtal kopplade hon ihop klimat, biologisk mångfald och föroreningar, och uppmanade till ett rättsligt bindande plastavtal senast 2024 samt ett starkare globalt kemikalieramverk. Hon framhöll att kärnkraft bör räknas in tillsammans med förnybart för att nå nettonoll. |
| 2024 (September)    | Nordisk PFAS‑konferens          | Stockholm       | Öppnade konferensen om PFAS‑substitution och förklarade att de fem nordiska länderna, inklusive Sverige, driver EU‑förslaget om totalbegränsning av PFAS under REACH. |
| 2024 (Oktober)      | CBD COP 16 (biologisk mångfald) | Cali            | Ledde den svenska delegationen och argumenterade för snabb implementering av Kunming‑Montreal‑ramverket, särskilt målet om 30 % skyddad natur till 2030, samt lyfte vikten av ursprungsbefolkningars rättigheter. |
| 2024 (November)     | COP 29 (klimat)                 | Baku            | I sitt nationella anförande betonade hon behovet av nya heltäckande Nationally Determined Contributions (NDC:er) och förespråkade en tredubbling av global kärnkraftskapacitet som komplettering till förnybart. Sverige, under hennes flagg, lovade 8 miljarder SEK till Green Climate Fund och 200 miljoner SEK till Loss‑and‑Damage‑fonden, samtidigt som hon drev linjen om bredare givarkrets till det nya klimatfinansieringsmålet.                     |
| 2025 (April)        | Informellt EU‑miljöråd          | Warszawa        | Deltog i erfarenhetsutbyte om allmänhetens motståndskraft, bekantade sig med det polska miljötech‑programmet GreenEvo och betonade gemensamma insatser inför EU:s kommande klimatanpassningsplan. |

### Övriga aktiviteter
Hon har även ett engagemang i RFSU, riksförbundet för sexuell upplysning, där hon från juni 2021 till oktober 2022 var förbundsstyrelseledamot.
Pourmokhtari gav 2022 ut den självbiografiska boken Chicken nuggets på krita – en liberals bekännelser på Timbro förlag. Samma år utsågs hon till Sveriges mäktigaste politiker under 30 av Expressen.

### Familj
Pourmokhtari har iranskt ursprung genom sina föräldrar. Hennes far, som är  från Iran, kom till Sverige som politisk flykting. Familjen brukade diskutera politik hemma.